# Bob Neuwirth (álbum)
Bob Neuwirth es el álbum debut homónimo del cantautor estadounidense del mismo nombre. Fue publicado en septiembre de 1974 a través de Asylum Records.

## Antecedentes
Después de abandonar la universidad en 1959, Neuwirth se mudó brevemente a París y tocó el banjo, la guitarra y la armónica durante este tiempo. Este finalmente allanó el camino hacia la escena folk de inicios de la década de 1960 en Cambridge, Massachusetts. Neuwirth luego regresó a Boston y trabajó en una tienda de artículos de arte. Neuwirth conoció a Bob Dylan en 1961, en el Indian Neck Folk Festival inaugural celebrado en Branford, Connecticut. Pronto se convirtió en amigo y socio de Dylan, así como su road manager. Neuwirth encontró notoriedad como compositor con canciones como «Mercedes Benz», que coescribió junto con Janis Joplin y el poeta Michael McClure. Garabateó la letra en una servilleta, que Joplin cantó en su espectáculo en el Teatro Capitol esa misma noche y luego grabó a capela solo tres días antes de morir en 1970.

## Grabación y contenido
Las sesiones de grabación del álbum tuvieron lugar en Elektra Sound Recorders, un estudio ubicado en Los Ángeles, California. Thomas Jefferson Kaye produjo el álbum mientras que Antonino Reale se desempeñó como ingeniero de audio. Una vez completas las sesiones de grabación, Reale mezcló el álbum en Wally Heider Studios, en San Francisco, California. Bob Neuwirth contenía once canciones. Siete de las canciones fueron escritas o coescritas por el propio Neuwirth. El lanzamiento de Bob Neuwirth también incluyó canciones escritas por compositores de rock establecidos. Esto incluyó a Kris Kristofferson, Roger McGuinn y Don Gibson. El álbum también incluía su versión de «Mercedes Benz».

## Recepción de la crítica
Un escritor no especificado de la revista Cash Box comentó que Neuwirth, “demuestra que es más que un simple letrista innovador y un excelente músico–es un increíble catalizador”.

## Lista de canciones
Todas las canciones escritas y compuestas por Bob Neuwirth, excepto donde esta anotado. 
| Lado uno |                                               |                                           |          |  |
| N.º      | Título                                        | Escritor(es)                              | Duración |  |
| 1.       | «Rock & Roll Time»                            | Neuwirth Kris Kristofferson Roger McGuinn | 3:10     |  |
| 2.       | «Kiss Money»                                  |                                           | 3:05     |  |
| 3.       | «Just Because I'm Here (Don't Mean I'm Home)» |                                           | 5:40     |  |
| 4.       | «Honky Red»                                   | Murray McLauchlan                         | 3:45     |  |
| 5.       | «Hero»                                        |                                           | 3:45     |  |

| Lado dos |                     |                                       |          |  |
| N.º      | Título              | Escritor(es)                          | Duración |  |
| 1.       | «Legend in My Time» | Don Gibson                            | 1:50     |  |
| 2.       | «Rock & Roll Rider» |                                       | 2:55     |  |
| 3.       | «We Had It All»     | Donnie Fritts Troy Seals              | 3:00     |  |
| 4.       | «Country Livin'»    |                                       | 3:45     |  |
| 5.       | «Cowboys & Indians» | Bobby Charles Ben Keith               | 4:50     |  |
| 6.       | «Mercedes Benz»     | Neuwirth Janis Joplin Michael McClure | 2:45     |  |

## Créditos y personal
Créditos adaptados desde las notas de álbum de Bob Neuwirth.
Músicos
- Bob Neuwirth – voces
- Donald Cooke – trombón
- Plas Johnson – saxofón barítono
- Jerry Jumonville – saxofón tenor
- Richard “Blue” Mitchell – trompeta
- Clifford T. Scott – saxofón tenor
- Clifford Solomon – saxofón tenor

Personal técnico
- Thomas Jefferson Kaye – productor
- Antonino Reale – ingeniero de audio, mezclas
- Steve Mantoani – asistente en mezclas
- Jimmy Haskell – arreglos, conductor
- Glen Christensen – director artístico